# Leen Korpershoek
Leendert (Leen) Korpershoek (Rotterdam, 29 januari 1904 – Epe, 24 juli 1989) was een Nederlands zwemmer, die gespecialiseerd was in de schoolslag. Hij zwom bij de Rotterdamse zwemclub RZC en nam deel aan de Olympische Zomerspelen 1928 in Amsterdam.

## Biografie
Korpershoek was in de jaren 20 en 30 een van de beste schoolslagzwemmers van Nederland. Hij werd vanaf 1927 vijf keer op rij Nederlands kampioen, behalve in 1928 toen de nationale kampioenschappen niet werden gehouden. Dat jaar werd hij wel afgevaardigd naar de Olympische Zomerspelen in Amsterdam, hij viel op de 200 meter schoolslag af in de series.
Zwemtrainster Ma Braun vond dat Korpershoek 'lui' was, omdat hij lang uitdreef na het maken van een slag. Hij vond zelf dat het een stijlverschil was. "Je moet weten wat je kan en als je dan weet dat je sneller bent dan een bepaalde tegenstander, klop je hem ook."
Hij nam veertien keer deel aan de nationale kampioenschappen. Korpershoek was getrouwd en had twee dochters.

## Erelijst
- Nederlands kampioen: 1927, 1929, 1930, 1931, 1932, 1933.